# Hyeniopsida
Hyeniopsida je vymřelá třída vyšších (cévnatých) rostlin z oddělení přesličky (Equisetophyta). Vyskytovaly se v devonu, pak vymřely. Považují se za velmi primitivní přesličky. Byly to rostliny velikosti keříků s lodyhou nečlánkovanou nebo článkovanou. Listy byly vidličnatě větvené, v přeslenech nebo střídavé. Strobily sporofylů byly často velmi rozvolněné, nikoliv jako kompaktní vrcholové strobily dnešních přesliček. Je znám řád Hyeniales, čeleď Hyeniaceae s rodem Hyenia a čeleď Calamophytaceae s rodem Calamophyton. Někteří autoři však uznávají trochu jiný systém.